# Al-Haji Yusuf Maitama Sule

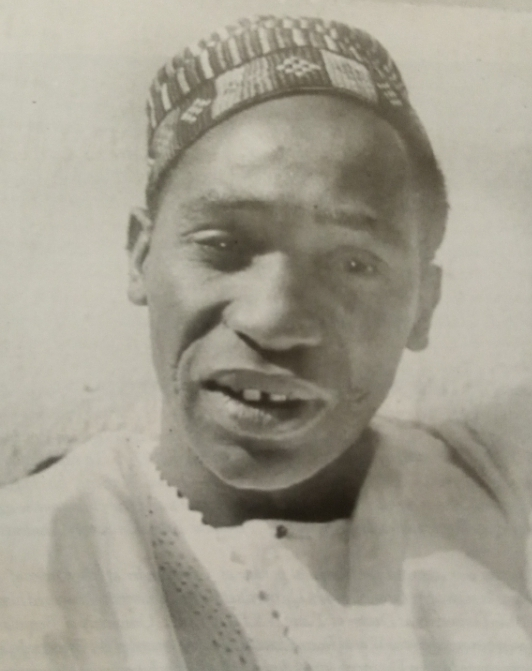
Al-Haji Yusuf Maitama Sule

Ɗanmasanin Kano Al-Haji Yusuf Maitama Sule (* 1. Oktober 1929 in Kano, Bundesstaat Kano, Nigeria; † 3. Juli 2017 in Kairo) war ein nigerianischer Politiker, Diplomat und Historiker, der den Ɗanmasanin Kano, einen Häuptlingstitel, innehatte. In den Jahren 1955/56 war er der Hauptgeschäftsführer des Bundesrepräsentantenhauses. Im Jahr 1960 leitete er die nigerianische Delegation bei der Konferenz Unabhängiger Afrikanischer Staaten. Er wurde 1976 zum Bundesbeauftragten für öffentliche Beschwerden ernannt, eine Position, die ihn zum ersten Ombudsmann des Landes machte. Anfang 1979 war er Präsidentschaftskandidat der Nationalen Partei Nigerias (NPN), verlor jedoch gegen Shehu Shagari. Nach dem Beginn der Zivilregierung im September 1979 wurde er zum Ständige Vertreter Nigerias bei den Vereinten Nationen ernannt. Während dieser Zeit war er Vorsitzender des Sonderausschusses der Vereinten Nationen gegen die Apartheid.
Nach der Wiederwahl von Präsident Shagari im Jahr 1983 wurde Maitama Sule zum Minister für Nationale Beratung ernannt, ein Ressort, das den Präsidenten bei der Bekämpfung der Korruption unterstützen sollte.

## Frühe Jahre
Al-Haji Yusuf Maitama Sule wurde 1929 in Kano als Sohn von Abba Sule Danmuri und Hauwa geboren. Er hatte zwei ältere Schwestern. Bereits mit sieben Jahren, im Januar 1937, schloss er die Grundschulausbildung an der Shahuci Elimintari ab. Nach der Mittelschule trat Maitama Sule 1943 mit erst 13 Jahren in das Kaduna College in Zaria ein. Im Jahre 1948 schloss er sein Studium ab und begann als Gelehrter an der Mittelschule in Kano zu unterrichten.

## Karriere

### Erste Ämter
Zusammen mit seinem ehemaligen Mittelschullehrer Malam Aminu Kano stellte sich Maitama Sule zur Wahl zum Häuptling von Kano, die 1954 im Rathaus stattfand. Diese konnte Maitama Sule gewinnen. In der Ersten Republik, die 1960 ausgerufen wurde, wurde er zum Minister für Eisen und Stahl berufen. Nach dem Fall der Ersten Republik 1966 kehrte Maitama Sule nach Kano zurück und wurde zum Regierungskommissar für Kommunalverwaltungen berufen.

### Kommission für Öffentliche Beschwerden
Das Aufkommen des Ökonomischen Nationalismus in den 1970er-Jahren führte zum Erlass eines Dekrets, in dem Mindestanforderungen für den lokalen Anteil in vielen Unternehmen, die in Nigeria tätig sind, festgelegt wurden. Um aus den Vorteilen der einheimischen Kontrolle der Wirtschaft Kapital zu schlagen, gründeten viele Staatssekretäre, Bundesbeauftragte, Gouverneure der Bundesstaaten und ihre Ämterpatrone Firmen, um mit der Regierung Geschäfte zu machen. Mit der Absicht, Korruption zu verhindern bzw. zu minimieren, wurde 1975 die Kommission für Öffentliche Beschwerden gegründet. Sie sollte auf einfache und effiziente Weise die Beschwerden der einfachen Bürger entgegennehmen und bearbeiten. Es ist bekannt, dass Maitama Sule als Leiter der Kommission seine Aufgabe sehr ernst nahm, auch weil er ein potenter Politiker war und vom Wohlwollen der Bevölkerung beim Übergang zu einer zivilen Regierung viel gewinnen konnte. Dank der Bemühungen der Kommission konnte die Korruption in dieser Zeit vorübergehend eingedämmt werden.

### Regierungsauftrag
Maitama Sule kehrte 1983 in seine vertraute Rolle zurück, dieses Mal unter einer demokratischen Regierung als Leiter eines Ministeriums zur Bekämpfung der Korruption. Das neue, aber kurzlebige Ministerium wurde nur geschaffen, um Zeit in eine ethische Neuorientierung der Nigerianer zu investieren. Maitama Sule, der sich als Vorsitzender eines UN-Sonderausschusses gegen die Apartheid einen soliden Ruf als harter UN-Vertreter erworben hatte, wurde mit der Leitung des Ministeriums beauftragt. Seine Ernennung war jedoch für die Kritiker nicht zufriedenstellend. Shagaris Regierung wurde durch einen Staatsstreich abgesetzt, wobei die Putschisten Korruption als Hauptgrund für den Überfall anführten.

## Wirken
Der Ɗanmasanin Kano war eine führende Persönlichkeit im Bundesstaat Kano. Er glaubte an eine den Kontinenten überspannende Verbindung zwischen den Hausa und den Äthiopiern. Als Beweis führte er sprachliche Ähnlichkeiten und eine gemeinsame Verehrung der Sonne vor Ankunft des Islam und des Christentums an.
Er war einer der 138 Unterzeichner des offenen Briefes Ein gemeinsames Wort zwischen Uns und Euch (engl. A Common Word Between Us & You), den Persönlichkeiten des Islam an „Führer christlicher Kirchen überall“ (engl. „Leaders of Christian Churches, everywhere“) sandten (13. Oktober 2007).

## Tod
Maitama Sule starb im Alter von 87 Jahren am frühen Morgen des 3. Juli 2017 in einem Krankenhaus in Kairo, nachdem er an einer Lungenentzündung und einem weiteren Infekt der Atemwege gelitten hatte. Die Staatsregierung von Kano hat den folgenden Tag zum arbeitsfreien Staatstrauertag erklärt.

## Werke (Auswahl)
- Which way, Nigeria? Lagos, Nigeria : Nigerian Institute of International Affairs, 1989.
- Afro-Asian Peoples' Solidarity Organization (AAPSO) presents gold medal to H.E. Alhaji Yusuff Maitama-Sule, Chairman of the United Nations Special Committee Against Apartheid. Alhaji Yusuff Maitama-Sule; Permanent Organization for Afro-Asian Peoples’ Solidarity.; United Nations Centre Against Apartheid. [New York] : United Nations Centre Against Apartheid, [1983].
- GDR and Africa, allies in struggle against apartheid : record of visit by His Excellency Alhaji Yusuff Maitama-Sule to the German Democratic republic, 23 - 28 May 1983 / [publ. by the Ministry of Foreign Affairs and the Solidarity Committee of the GDR in cooperation with the United Nations Centre against Apartheid]. [Berlin] : Ministry of Foreign Affairs [S.l.] : Solidarity Committee of the GDR 1983.
- Time for sanctions against apartheid South Africa is now / statements by Alhaji Yusuff Maitama-Sule. [New York, N.Y.] : United Nations Centre Against Apartheid, [1982?]